# Pekin Köşnek
Pekin Köşnek (* 18. September 1991 in Brühl) ist ein deutsch-türkischer Fußballspieler.

## Karriere
Köşnek spielte in der Nachwuchsabteilung des Bonner SC, ehe er 2010 zum türkischen Zweitligisten Güngören Belediyespor wechselte. Für diesen Verein spielte er die nächsten drei Jahre und zog dann zum Istanbuler Viertligisten Üsküdar Anadolu 1908 SK, dem Zweitverein des zentralanatolischen Erstligisten Sivasspor, weiter.
Nach einer Saison für Üsküdar Anadolu wurde er für Saison 2014/15 an den Mutterverein Sivasspor ausgeliehen.
In der Winterpause 2014/15 wechselte Köşnek innerhalb der Süper Lig zu Akhisar Belediyespor. Für die Saison 2015/16 wurde er an den türkischen Zweitligisten Kayseri Erciyesspor ausgeliehen.